# Śliwnica (Dubiecko)
Pour les articles homonymes, voir Śliwnica.
Śliwnica est une localité polonaise de la gmina de Dubiecko, située dans le powiat de Przemyśl en voïvodie des Basses-Carpates.